# Veszprém története

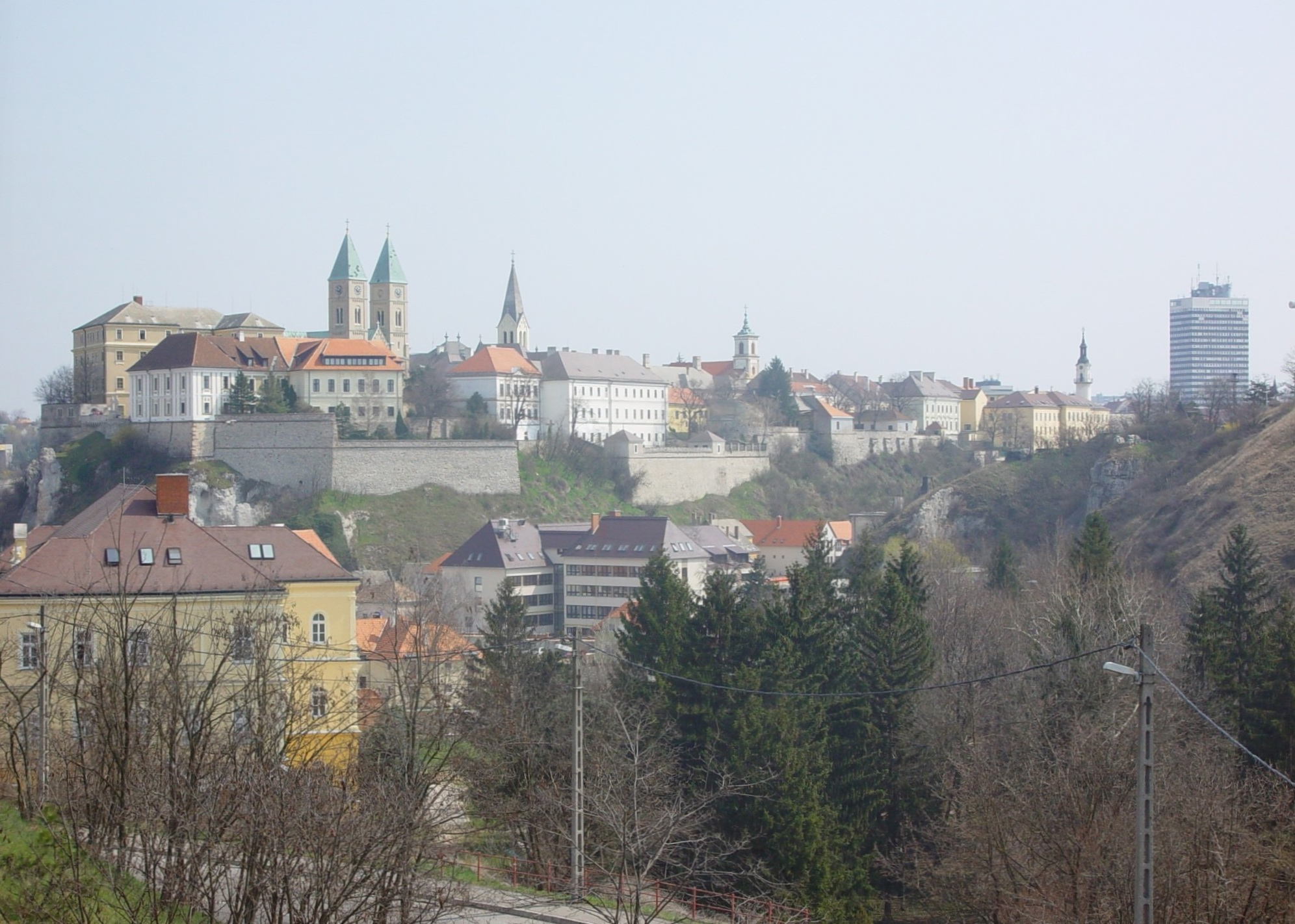
Veszprém vára

Veszprém ismert történelme csaknem hétezer évre nyúlik vissza, bár a mai város települési előzményei csak a 9. és a 15. század között jöttek létre. Emiatt gyakran nevezik ezeréves városnak is.

## Veszprém területe az ős- és ókorban
A Veszprémi-fennsík és a Balaton-felvidék határán, Lovas területén található vörösfestékbánya Európa jelenleg ismert legrégibb, 35 ezeréves bányája. Paleolitikus leletek kerültek elő Veszprém közigazgatási területéről is: a körgyűrűn kívül, az Almádi út és a Füredi út közötti térségben ősi tűzhelyet, mellette állati csontokat és egy dolomitból készült markolókövet találtak a régészek.
A neolit korból már lényegesen több lelet látott napvilágot. Földműveléssel foglalkozó csoportok falvai kerültek elő a József Attila utcában, a kórház szomszédságában, a várhegyen, a Gulyadombon és Jutaspusztán (a vasútállomás közelében). Mind közül azonban messze a legnagyobb jelentőségű az a neolitikus település, amely az i. e. 5. évezredben a mai Újtelep nevű városrész nyugati részén, a Jutasi út és a Madách Imre utca közötti területen állt. Ennek feltárására 2003-ban került sor. Szakértők úgy vélik, hogy a települést a lengyeli kultúrához tartozó emberek lakták;
A város területe az ezt követő évezredekben is – szinte folyamatosan – lakott volt. A bronzkor középső szakaszából, az i. e. 2. évezredből temetkezési leletek kerültek elő a várhegyről, valamint a Dózsaváros, a Jeruzsálemhegy és a Belváros területéről is. A város térségét ekkoriban a mészbetétes edények népének nevezett csoport lakta. Törzsfői székhelyük valószínűleg a várhegyen lévő erődített település volt. A bronzkor végéről származó legjelentősebb lelet egy harcos sírja, amire az Arany János utcában bukkantak a régészek. Vaskori sírok is ismeretesek Jutasról, az Aranyos-völgyből és a Rákóczi utcából.
Az i. e. 1. század végén Pannoniát elfoglaló rómaiak valószínűleg nem telepedtek meg a város területén. Ez talán azzal magyarázható, hogy a várhegyen lévő falut még mindig lakták az őslakosok. Ugyanakkor Veszprém határában, Gyulafirátótnál a rómaiak villát, Balácán pedig villagazdaságot hoztak létre. Utóbbi települést sokan az ókori iratokban fellelhető Caesarianával azonosítják. Lehetséges, hogy éppen Veszprém területén vált szét az Aquincum felől érkező fontos távolsági útvonal egy Itália és egy Savaria (és ezáltal a borostyánút) felé haladó ágra; ha igaz ez a feltételezés, akkor a város későbbi kialakulása a kedvező földrajzi adottságokon kívül valószínűleg ennek is köszönhető.
A rómaiak után a Kárpát-medencét elfoglaló longobárdok és avarok emlékei is megtalálhatók Veszprém területén: Jutason mindkét nép által használt település és temető maradványai kerültek elő. További avar kori sírok nyomaira bukkantak a várhegyen és a Fejes-völgyben, hatalmas kiterjedésű késő avar temetőkre pedig a Kádártai úton és a Szent István utcában.

## A vár eredete

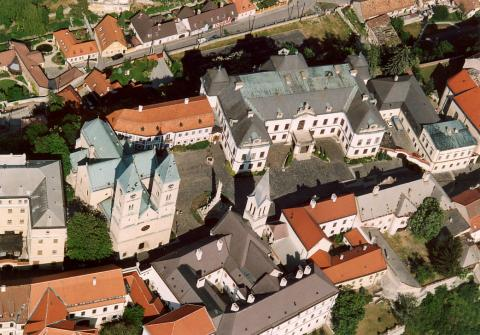
A vár légifotója

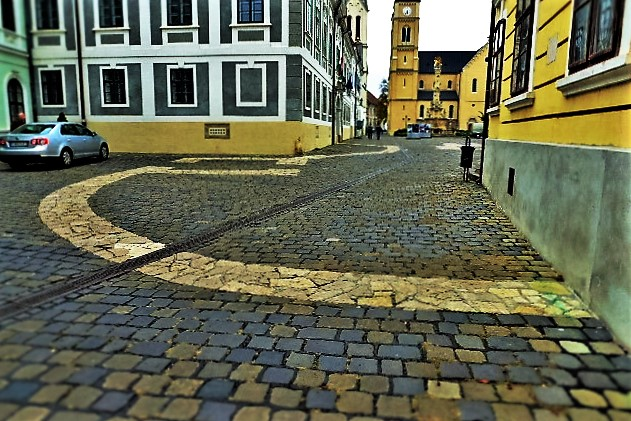
Ősi várfalvonal-jelölések

Elterjedt, bár nem bizonyított vélemény, hogy a honfoglaló magyarok már erődítményt találtak a veszprémi várhegyen. Anonymus így ír a Gesta Hungarorumban: „Szalók apja, Ösübü, meg Örkény apja, Őse továbblovagolva a Balaton vize mentén, elérkeztek Tihanyhoz, majd miután ott a népeket meghódították, tizennegyed napra bejutottak Veszprém városába.” Ha a vár valóban állt már a honfoglalás idején, akkor 9. századi frank vagy korábbi avar erődítmény lehetett.
Salzburg érseke egy, a pápának 870 körül írott jelentésében említést tesz arról, hogy 866-ban Koceljnek, a frankok morva hűbéresének tartományában, Ortahu városban templomot szentelt Szent Mihály tiszteletére. Amennyiben ezzel a mai Szent Mihály-székesegyházra utal (vagyis Ortahu azonos lenne Veszprémmel), akkor nemcsak a vár, hanem maga a város is létezett már a honfoglalás előtt. A kérdés eldöntésére azonban valójában nincs elegendő bizonyítékuk a helytörténészeknek.
Az mindenesetre bizonyos, hogy Veszprém vára az esztergomi és székesfehérvári várakkal együtt egyike volt legkorábbi várainknak, és már Géza fejedelem korában létezett. Vitatott azonban, hogy a fából és földből készített korai sáncokat mikor váltotta fel kő erődítmény. Valószínűleg egy – akár évszázadokig tartó – folyamatról van szó, amelynek első fázisában a sánc homlokát próbálták kövek segítségével meredekebbé és biztonságosabbá tenni, míg végül (legkésőbb a 16. századig) a teljes faszerkezetet kőfal váltotta fel.
A vár kezdetben a mainál kisebb területre, csupán a Várhegy északi részére terjedt ki. A hegy – az északitól akkor még árokkal elválasztott – déli részét lépésről lépésre vették birtokba, egyfajta „elővár” alakult ki, amelynek feladata az északi erődítmény és a környező települések védelme volt. Később az északi részt belső, a délit pedig külső várként kezdték emlegetni. A két különálló erődítmény egybeépítése (a belső kapu elbontása, a közöttük lévő árok feltöltése) csak a 18. században történt meg; a belső vár kapujának alaprajzát az utcaburkolaton eltérő anyagből kirakva ma is láthatjuk a Szentháromság tér déli részén.

## A város nevének eredete

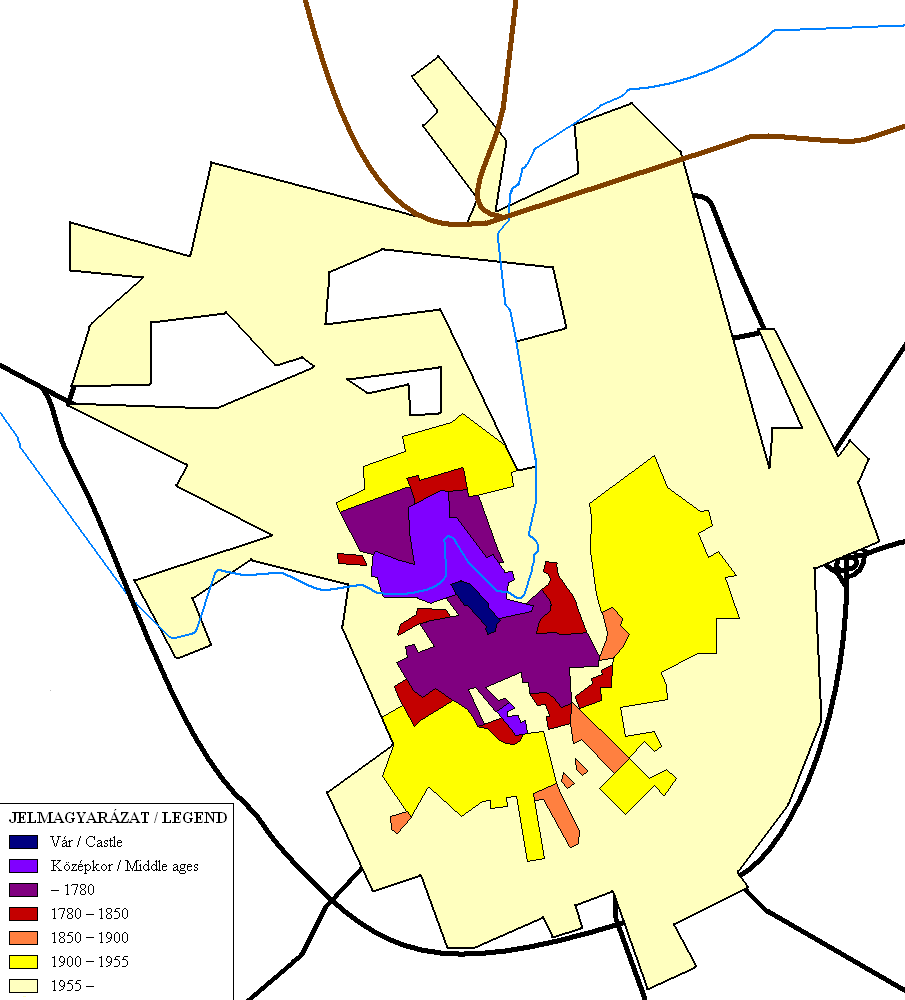
Veszprém területi fejlődése

Veszprém neve a szláv bezprem szóból ered. Ez köznévként egyrészt azt jelenti, hogy „makacs, önfejű”, másrészt viszont, ha elemeire bontjuk, a bez elöljáró jelentése „nélkül”, míg a prem melléknévé „egyenes”. Így a bezprem kifejezés nyelvészek szerint jelenthetett egyenetlent, dimbes-dombost, utalva a város felszíni adottságaira.
Korábbi vélekedések inkább a város nevének személynévi eredetét támogatták. Így például Szent István király lánytestvérének, Juditnak a fiát Bezprymnek vagy Veszprémnek hívták, akit anyjával együtt elűzött apja, Vitéz Boleszláv lengyel király, és István talán éppen Veszprémben telepítette le őket, továbbá a vármegye ispáni címét is a fiúnak adta. Más feltételezések szerint Pribina szláv fejedelem Bezprim nevű vezére volt a város névadója; talán az ő feladata volt, hogy a város térségének a védelmét megszervezze.
A városnév magyarázatára természetesen számos nehezen hihető legenda is született. Az egyik szerint István felesége, Gizella királyné, akinek Veszprém a kedvenc tartózkodási helye volt, „Vessz, prém!” felkiáltással mondott le drágakövekkel díszített bundájáról, hogy ezzel hozzájáruljon a Szent Mihály-székesegyház építési költségeihez.

## Középkor: a mai város kialakulása
Bár a hagyomány szerint Veszprém öt dombra épült, valószínűbb, hogy a völgyekben, illetve a lejtőkön való megtelepedés időben megelőzte a magaslatok beépülését. Ennek okát főként a vízzel való jobb ellátottságban, valamint abban kell keresnünk, hogy a kereskedelmi utak – amennyire csak lehetséges volt – a völgyekben haladtak. A vár és a középkor elején még önálló vár körüli falvak, „szegek” (Szentmargitszeg, Szenttamásszeg, Szentkatalinszeg, Szentivánszeg, Sárszeg, Szentmiklósszeg – részletesebb leírásért lásd a Veszprém középkori városrészei szócikket) az évszázadok során egyetlen településsé olvadtak össze.
Veszprémnek fontos szerepe volt a kereszténység bevezetéséért vívott harcban is, I. István itt győzte le a lázadó Koppány seregeit. A város valószínűleg 1001-től vagy 1002-től (bizonyítottan 1009-től) püspöki székhely – így az első püspöki székhely az országban –, 1993-tól érseki székhely. Veszprém vármegye volt az egyik legkorábban megszerveződött vármegye. Mint már említettük, a város kedvenc tartózkodási helye volt I. István feleségének, Gizellának; valószínűleg ezzel áll összefüggésben, hogy évszázadokon át a veszprémi püspökök joga volt a magyar királynék megkoronázása, viselhették a királyné kancellárjának címét, továbbá a mindenkori királyné számított a székesegyház kegyurának. Egyes feltételezések szerint több Árpád-házi királyné sírja is Veszprémben keresendő.
Valószínűleg a veszprémvölgyi apácák 1020 körül alapított monostorában készült az a miseruha, ami később a magyar királyok koronázási palástja lett. A – valóságtól minden bizonnyal távol álló – hagyomány szerint a palást készítésében maga Gizella királyné is részt vett.
1240-ben Bertalan püspök kolostort alapított a Séd völgyében a Domonkos-rendi apácák számára. 1246-tól 1252-ig itt élt IV. Béla király lánya, a később szentté avatott Margit. A zárda a török időkben megsemmisült, ma már csak romjai állnak.

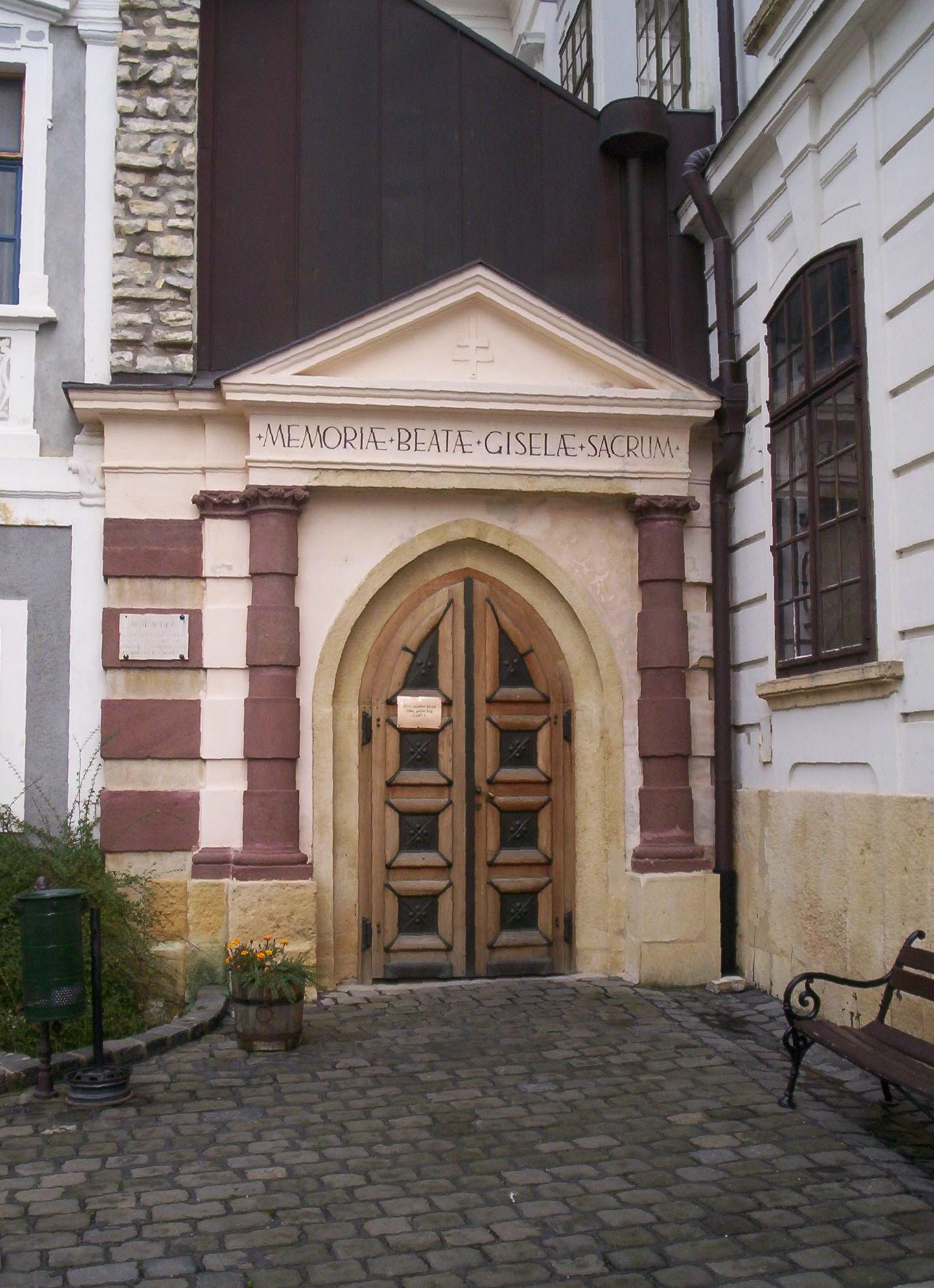
A 13. századi Gizella-kápolna

A tatárjáráskor a vár ellenállt a támadásoknak, és bár 1276-ban, amikor Csák Péter nádor hadai feldúlták a várost, majd 1381-ben egy tűzvész során is megrongálódott, mindig kijavították és fejlesztették. Az egyik ilyen átfogó felújítás-megerősítés az olasz Branda da Castiglione kardinálishoz köthető, aki 1412 és 1424 között a veszprémi egyházmegye püspöki adminisztrátora volt. Ennek különös jelentőségét az adja, hogy Branda észak-olaszországi grófi palotájában láthatjuk a vár első, 1420 körül készült ábrázolását (bár arra, hogy Masolino da Panicale festménye tényleg Veszprémet ábrázolja, nincs megdönthetetlen bizonyíték).
Csak IV. László király 1276-ban kiállított okleveléből tudunk a Veszprémben körülbelül száz évig működő Káptalani Főiskola létezéséről. Az iskola, ahol a „hét szabad művészeten” kívül jogot is oktattak, Magyarország első felsőfokú oktatási intézménye volt. Csák Péter ugyanezen évi pusztításai után a Káptalani Főiskola valószínűleg nem épült újjá.

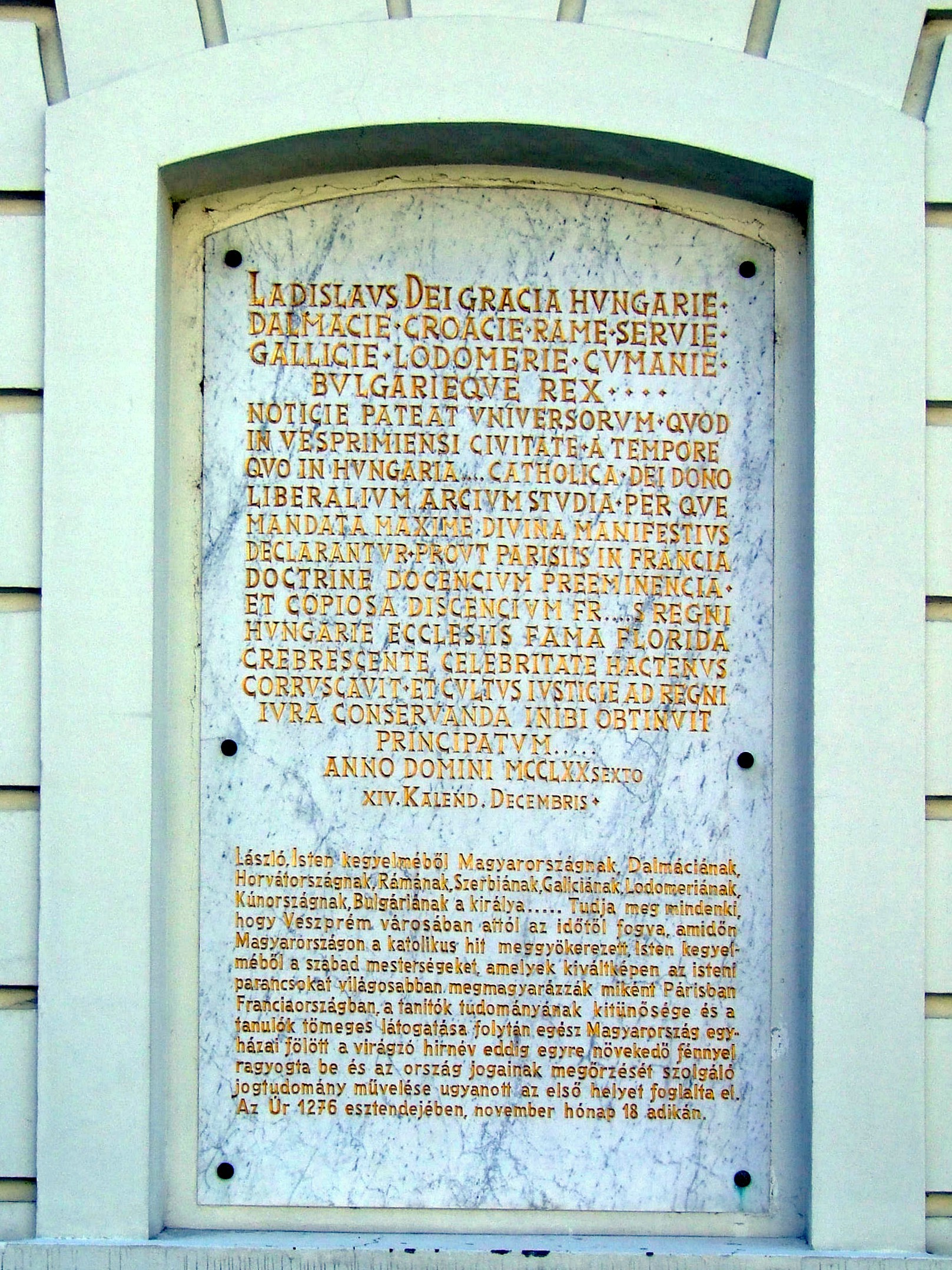
A káptalani főiskola emléktáblája

1443-ban Gathalóczy Mátyás püspök jogot szerzett I. Ulászló királytól, hogy Veszprémben pénzt verethessen a vár fenntartási költségeinek fedezésére. A korábbi, egyszintes épülettel szemben a források ebben az időben már emeletes püspöki palotáról tesznek említést.

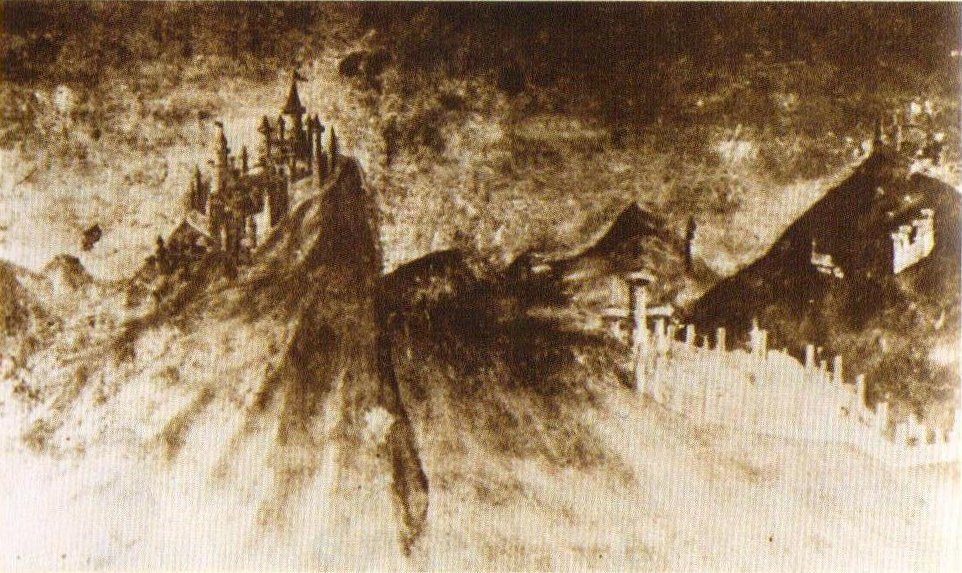
Masolino da Panicale 1420 körül készült festménye, amely feltehetően Veszprémet ábrázolja

A Bécsben és Itáliában tanult Vetési Albert püspöksége (1458–1486) Veszprém virágzó korszaka volt. Vetési a székesegyházba vörös márvány oltárt és orgonát készíttetett, a Szent György-kápolnát újrafestette, az ősi kápolnának díszes, vörös márvány kaput építtetett. A Sárszeg nevű városrészben ispotály, hozzá kápolna, valamint fürdő épült. A városba néhány évtizedre a reneszánsz kultúrája költözött be. A Vetésit követő püspökök legnagyobb gondja már a vár megerősítése volt az egyre jobban fenyegető török veszély ellen – sikertelenül.

## A város sötét évtizedei
Abban, hogy a török időkben Veszprém nem volt képes nagymértékű ellenállásra, a Mohács utáni trónviszályoknak jelentős szerepük volt. Az I. Ferdinánd és Szapolyai János közötti harcban Veszprém vármegye – a Habsburg-párti püspök távollétében – Szapolyai mögé állt. 1527-ben Ferdinánd csapatai ostrommal elfoglalták a várost, hogy aztán a Szapolyai-párti Török Bálint 1537-ben visszafoglalja, egy évre rá pedig ismét Ferdinánd kezére jusson. Ekkorra a város már romokban állt. A káptalannak a királyhoz írt levele szerint:
A török elsőként 1552-ben foglalta el Veszprémet, hogy aztán az 1683-ig terjedő időszakban még kilencszer cseréljen gazdát. Az első ostrom 1552. május 26-án kezdődött, és hét napig tartott. Ali budai pasa több ezer katonájával feldúlta és felgyújtotta a várost, majd ágyúival lőni kezdte a várat, amelynek bevétele viszont nem lett volna könnyű feladat, ha a hetedik napon zsoldjuk elmaradása miatt nem tör ki lázadás a védők körében. A lázadók egy része kiszökött a várból, a törökök azonban felfedezték és megölték őket. Ezután a megmaradt csekély létszámú őrség szabad elvonulás fejében megadta magát az ellenségnek. Ali megszegte az ígéretét: a kiengedett katonák nyomába lovascsapatot küldött, akik egy részüket lemészárolták, másokat fogságba vetettek.

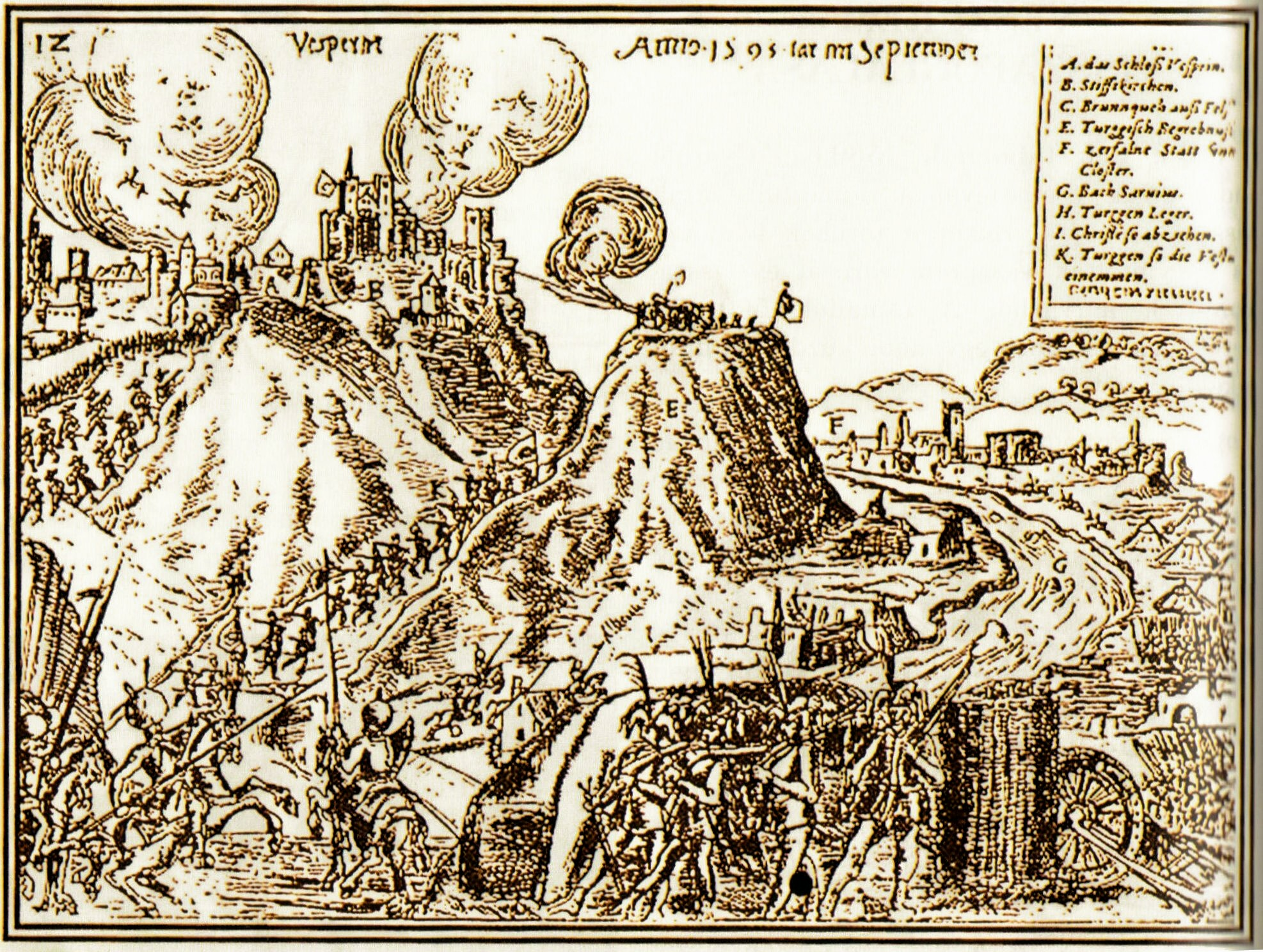
Az 1593-as ostrom. Wilhelm Peter Zimmermann rézkarcán látható a felrobbanó 70 mázsányi puskapor

1557-ben a várost hatalmas tűzvész pusztította. 1566-ban Salm Eck tábornok Veszprém visszafoglalására indult. A kis létszámú török őrség ismét feldúlta és felégette a várost, majd visszavonult a várba, amit azonban egynapi ostrom után feladni kényszerült. A következő években a haditanács Bernardo Gallo, Süess Orbán és Giuseppe Cividale hadmérnökök irányításával megerősíttette a falakat. Mindhiába, ugyanis az 1593-ban Veszprém alá érkező hatalmas török seregnek, amely 30 ágyúval és két faltörő kossal is rendelkezett, csak hat napig sikerült ellenállni. Samaria Ferdinánd várkapitány, látva a vár tarthatatlanságát, katonái egy részével menekülni próbált, de a sereget lemészárolták, a kapitányt fogságba vetették. Igaz, a törökök is kénytelenek voltak veszteségeket elszenvedni: Samaria előzőleg 70 mázsa puskaport ásatott el a várban, ami felrobbant, rendet vágva a bevonulók soraiban.
1598-ban magyar katonákból és külföldi zsoldosokból álló sereg vette birtokba Veszprémet, miután a török várvédők érkezésük hírére – a város újbóli felgyújtása után – elmenekültek. A törökök 1605-ben visszaszerezték a várost, három év múlva azonban Veszprém ismét keresztény kézbe került. A viszontagságok azonban sajnos nem értek véget. 1620-ban a városlakók elűzték a császárpárti katolikus várkapitányt, Zichy Pált, lehetővé téve Bethlen Gábor erdélyi fejedelem csapatainak bevonulását. Két évre rá azonban Zichy visszafoglalta Veszprémet és bosszút állt a lakosokon.

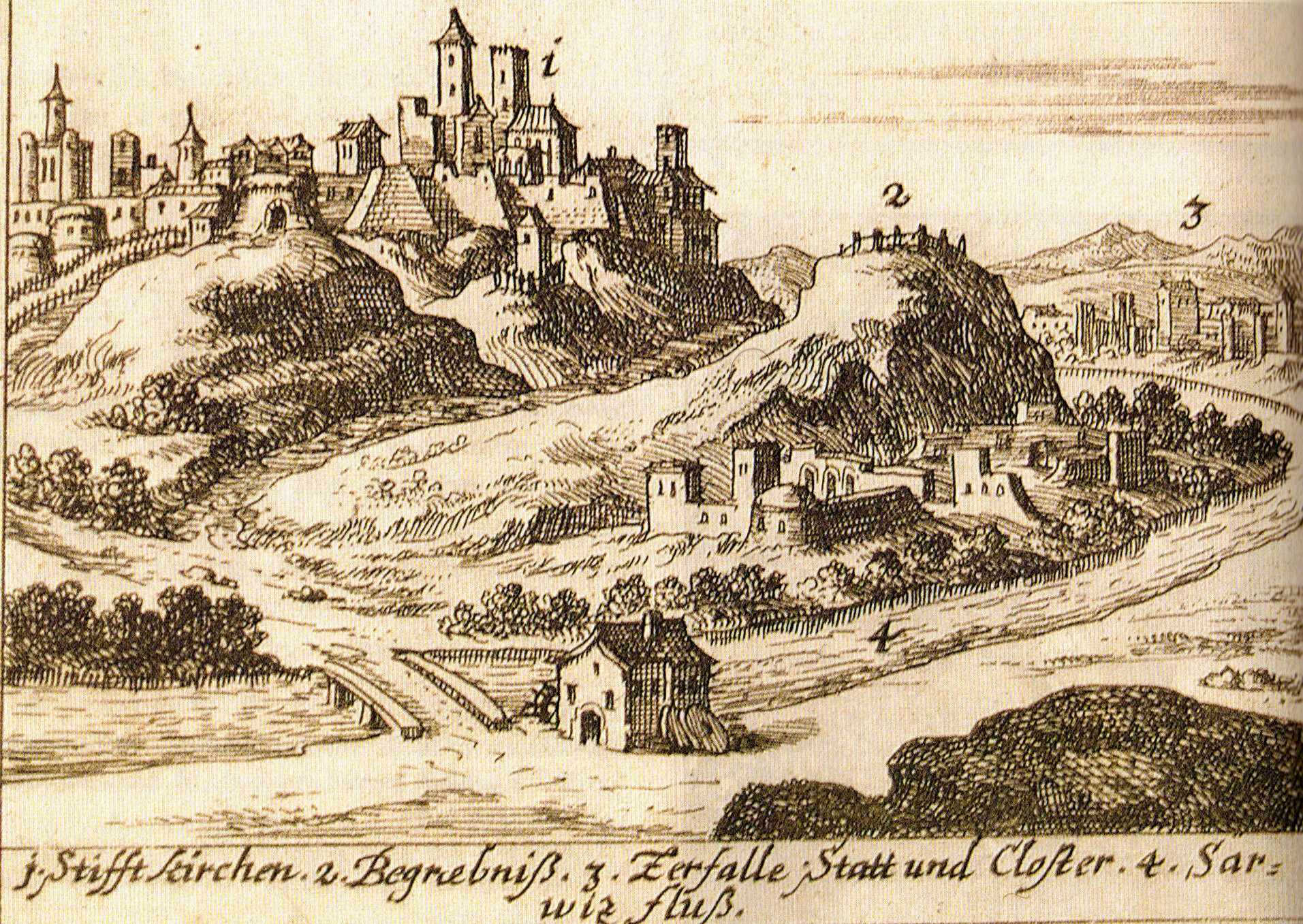
Veszprém a 17. században

Veszprém török kézre kerülése után a püspök Sümegre tette át a székhelyét. A város lakossága túlnyomórészt áttért a református hitre, 1614-től saját lelkésszel rendelkeztek, a vár déli részén (a mai Megyei Bíróság helyén) 1629-ben templomot, lelkészlakot és iskolát alapítottak. A püspök 1628-as visszatérése után visszaállította a káptalant, és megkezdődött a veszprémiek rekatolizálása. A várbeli protestáns központot felszámolták, a Wesselényi-összeesküvés utáni megtorlás részeként Bátorkeszi István prédikátort gályarabságra ítélték.
1683-ban a várost Thököly Imre katonái vették birtokba, három hónappal később azonban már ismét császári kézen volt. Veszprém azonban még mindig nem lélegezhetett fel: 1693-ban újra tűzvész pusztított, 1701-ben pedig I. Lipót császár elrendelte a magyarországi végvárak elpusztítását, aminek következtében felrobbantották a falak nagy részét, valamint a külső vár déli kapuját és a székesegyház melletti, úgynevezett Kiskaput is. A Rákóczi-szabadságharcban a kurucok oldalára álló Veszprémet 1704-ben Sigbert Heister, a császári hadsereg főparancsnoka – annak ellenére, hogy a város korábban oltalomlevelet kért és kapott a császártól – kegyetlenül megbüntette. A bevonuló csapatok kirabolták a székesegyházat és felgyújtották a várost; a nagyprépostot több kanonokkal együtt megverték és kifosztották. A hatalmas pusztulás emléke legendákat szült: később tudni vélték, hogy a katonák lakodalmat rendeztek a templom közepén, és a vár négy sarkában csak azért gyújtottak tüzet, hogy boszorkánytáncot járhassanak.

## Veszprém újjáépítése és a polgárosodás kezdetei
A megviselt, jelentős részben elnéptelenedett város újjáépítése és -telepítése a Rákóczi-szabadságharc után hamarosan megkezdődött. A török időket csak két középkori épület: a Tűztorony és a Gizella-kápolna élte túl. Az, hogy a vár alapvetően barokk külsővel rendelkezik, a 18. század püspöki és káptalani építkezéseinek köszönhető. Legkorábban, már 1723-ban sor került a székesegyház felújítására. Ezt 1730-ban a ferences templom, 1741-ben a nagypréposti palota, 1751-ben a Dubniczay-palota, 1754 és 1763 között pedig a vármegyeháza (ma a Megyei Bíróság épülete) követte. Padányi Biró Márton püspök 1750-ben bontásokkal kialakította a mai Szentháromság teret, amelyen felállíttatta a Szentháromság-szobrot.
Acsádi Ádám már 1733-ban új püspöki palotát készíttetett a maga számára, a mai Érseki palota építése (1776–1778) viszont, ennek a korábbi palotának a befoglalásával, Koller Ignác püspök nevéhez köthető. A késő barokk épületet, a mellette álló püspöki alkalmazottak házával együtt, Fellner Jakab tervezte. A vár ezután is további értékes épületekkel gazdagodott: az Aggpapok házával (1778, ma Megyei Pedagógiai Intézet), a Nagyszemináriummal (1782, ma egyetemi kollégium), az 1711-ben Veszprémbe hívott piaristák rendházával és gimnáziumával (a Lovassy László Gimnázium elődje), valamint számos kanonoki és polgári házzal.
A vár körüli szegek újra benépesedtek, sőt korábban lakatlan területekre is megindult a betelepülés. Ekkor jöttek létre a később Jeruzsálemhegynek, Dózsavárosnak és Cserhátnak elkeresztelt városrészek csírái. Az elsőt a várból kiűzött reformátusok, míg a másodikat a káptalan által a városba telepített német jobbágyok népesítették be. Padányi Bíró Márton püspök alakíttatta ki az ún. Belső és Külső Püspökkertet, a mai Színházkert és az Erzsébet sétány elődjét. A 18. században jött még létre a Ranolder téri Szent Anna-kápolna (1724), a temetőhegyi kápolna, amely a mai Szent László-templom elődje (1740), a Kálvária-dombnak nevet adó kálvária (1746), a jeruzsálemhegyi református templom (1794), az evangélikus templom (1798), továbbá a soha be nem fejezett veszprémvölgyi jezsuita templom (1747). A Séd partján, valamint – többek között – az Óváros téren, a Rákóczi utcában és a Szabadság téren ekkoriban épült barokk gazdasági és lakóépületek Veszprém gazdagodását, polgárosodását tükrözik.
Ez a polgárosodási folyamat azonban ellentmondásokkal járt. A végvári harcok elmúltával a város ismét a püspök, illetve részben a káptalan földesúri fennhatósága alá került. Az 1702-ben Széchényi Pál püspökkel kötött egyezség szerint Veszprém lakói nem tartoztak robottal földesuraiknak, cserébe viszont fegyveres szolgálatra voltak kötelezhetőek. Létrejött egy törvénybírói testület és egy tanács is, büntetőügyekben azonban továbbra is az úriszék joga volt ítélkezni a városlakók felett.
Az 1723-ban Esterházy Imre püspök által kiadott kiváltságlevél tovább szűkítette a veszprémiek jogait. Ugyan még mindig garantálta a saját önkormányzatot és a bíróválasztást, valamint a nemesek esetében évi 12, míg a polgárok számára évi 18 forintért cserébe a jobbágyterhektől való teljes mentességet, a gazdasági tevékenységek jövedelmének jelentős részét a püspöknek juttatta. A városlakók számára a legfájóbb pont a borkimérés jogának hatról négy hónapra történő csökkentése volt. Esterházy 1725-ben külön rögzítette a nemesség kiváltságait, ezáltal a Veszprémben élő nemesek hivatalos közigazgatása (egészen 1849-ig bezárólag) elvált a polgárságétól.
Végül Padányi Bíró Márton püspök 1748-ban még egyet nyirbált a polgárok kiváltságain, amikor tovább csökkentette a városi bírák jogkörét, valamint a vásárokból származó jövedelem egészét kisajátította (a korábbi, 50–50 százalékos arányban történő megosztás helyett). Éves pénzösszeggel – ekkor 700 forinttal – már csak a jobbágyterhek egy részét lehetett kiváltani. Veszprém polgársága természetesen nem nézte ezeket a változásokat jó szemmel, ezért 1746-ban és utána is több alkalommal kérvényezték a település szabad királyi várossá nyilvánítását, céljukat azonban nem sikerült elérniük. Kérvényüket V. Ferdinánd király 1836-ban végleg elutasította. A probléma végül csak 1870-ben oldódott meg, amikor Veszprém független önkormányzattal rendelkező, úgynevezett rendezett tanácsú várossá vált. A katolikus egyház bizonyos mértékű befolyása azonban egészen 1945-ig megmaradt.

## A város a 19. század első felében
Gazdasági értelemben a 19. század elejét, akárcsak az előző századot, békés fejlődés jellemezte. A napóleoni háborúk konjunktúrája kedvezett a helyi gabonapiac fejlődésének, aminek köszönhetően Veszprém malom- és kézművesipara is fellendült, a város a Közép-Dunántúl kereskedelmi központjává vált, lakossága a század közepére elérte a 14 000 főt – ez a 18. század eleji népesség mintegy hatszorosa volt.
A Temetőhegy és a Jeruzsálemhegy újabb területei mellett betelepült a Cigány-domb (a mai kórház környéke) és a Cserhát északi részén található Giricses-domb. Körbeépítették a heti gabonavásároknak otthont adó Búzapiac teret, többek között három, még ma is álló nemesi kúria is került ide (Balassa–Cseresnyés-, Rosos- és Kopácsy-kúria). Folytatódott az Óváros tér, a Rákóczi utca és a Szabadság tér beépítése. A Tűztorony, miután egy 1810-es földrengés súlyosan megrongálta, copf külsőt kapott. Mellette felépült a városi tűzoltóságnak otthont adó Fecskendőház (1814). A főbb utcákat kőburkolattal látták el. Tumler Henrik 1767-ben egy malomkerékkel hajtott szerkezet segítségével vizet vezetett fel a várba a Séd völgyéből; a vezetéket 1817-ben egészen az Óváros téren található piacig meghosszabbították.
Veszprém gazdagodásával megélénkült a kulturális élet is, rendszeressé váltak a zenei és színielőadások. Utóbbiakat, állandó színházépület híján, a Szabadság téri Korona Szállóban, illetve a Komakút téri Nap Vendéglőben tartották. A reformkor közeledtével nemesi és polgári egyesületek, olvasókörök, kaszinók alakultak. 1845-ben megkezdte működését a Veszprémi Takarékpénztár. A város megnövekedett bevételeiből futotta szociális intézmények létesítésére is: 1807-től szegényház, 1828-tól árvaház működött. 1829-ben jött létre a Városi Betegház, a ma Csolnoky Ferenc nevét viselő Megyei Kórház elődje.
Az 1848–49-es forradalom és szabadságharc hadieseményeiben Veszprém 696 fős zászlóaljjal (veszprémi 6. honvédzászlóalj) vett részt, valamint képviseltette magát a 4234 fős megyei nemzetőrségben is. A császári hadsereg 1849 januárjában megszállta a várost, amit azonban április végén-május elején a forradalmárok visszafoglaltak. Veszprém június végén került végleg osztrák kézre. Ennek ellenére 1849. július 16-án – a város történetében először – szabad választásokat tartottak, amivel egyben megszűnt Veszprém „püspöki” és „káptalani” városrészre, valamint az önkormányzat „nemesi” és „polgári” önkormányzatra való, ősi kettéosztottsága. A választott képviselő-testületet 94-en alkották, Veszprém első polgármestere Halász György csapómester lett. Működésük azonban nem tartott sokáig, mert a városi önkormányzatot a Habsburg-adminisztráció hamarosan felszámolta.

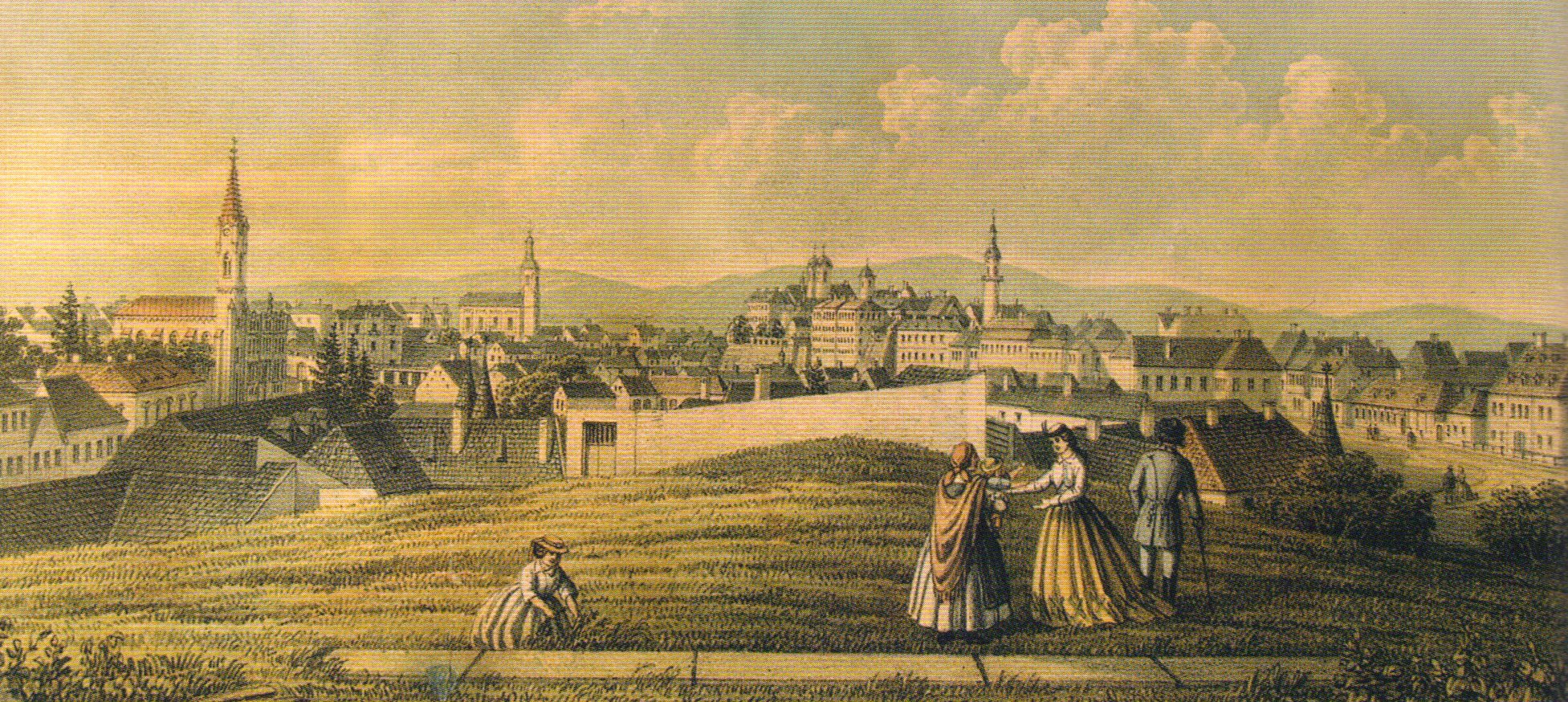
A 19. század végi Veszprém Slowikovski Ádám színezett litográfiáján

## Az 1800-as évek második fele és a századforduló
Az első magyarországi vasútvonalak elkerülték Veszprémet. A Balaton déli partján haladó Budapest–Murakeresztúr-vasútvonal 1861-es megépülése kifejezetten káros hatással járt a város fejlődésére: a gabonakereskedelem központjai a vasút közelébe helyeződtek át, ezért Veszprém gabonapiaca hanyatlásnak indult, korábbi kereskedelmi szerepe megszűnt. A város helyzetét tovább rontotta, hogy amikor 1872-ben végre megépülhetett a Székesfehérvár–Szombathely-vasútvonal, a püspök és a város vezetői megakadályozták, hogy az Veszprémen haladjon át, így a vasútállomás Jutasnál, a városközponttól több kilométerre épült meg.
Veszprém fejlődését más tényezők is hátráltatták. A hagyományos céhesipart annak hanyatlásával modern gyáraknak kellett volna felváltaniuk, ezek megtelepedése azonban – nem kis részben a helyi pénzintézetek kis tőkeállományának és ezért gyér hitelezési képességének köszönhetően – nagyon lassan zajlott. A századfordulóra létrejött mintegy tíz üzem legtöbbje alig néhány alkalmazottal dolgozott. A gazdasági stagnálást a népességnövekedés megállása is tükrözte: a város lakossága az 1910-es népszámláláskor alig volt nagyobb a 19. század közepinél.

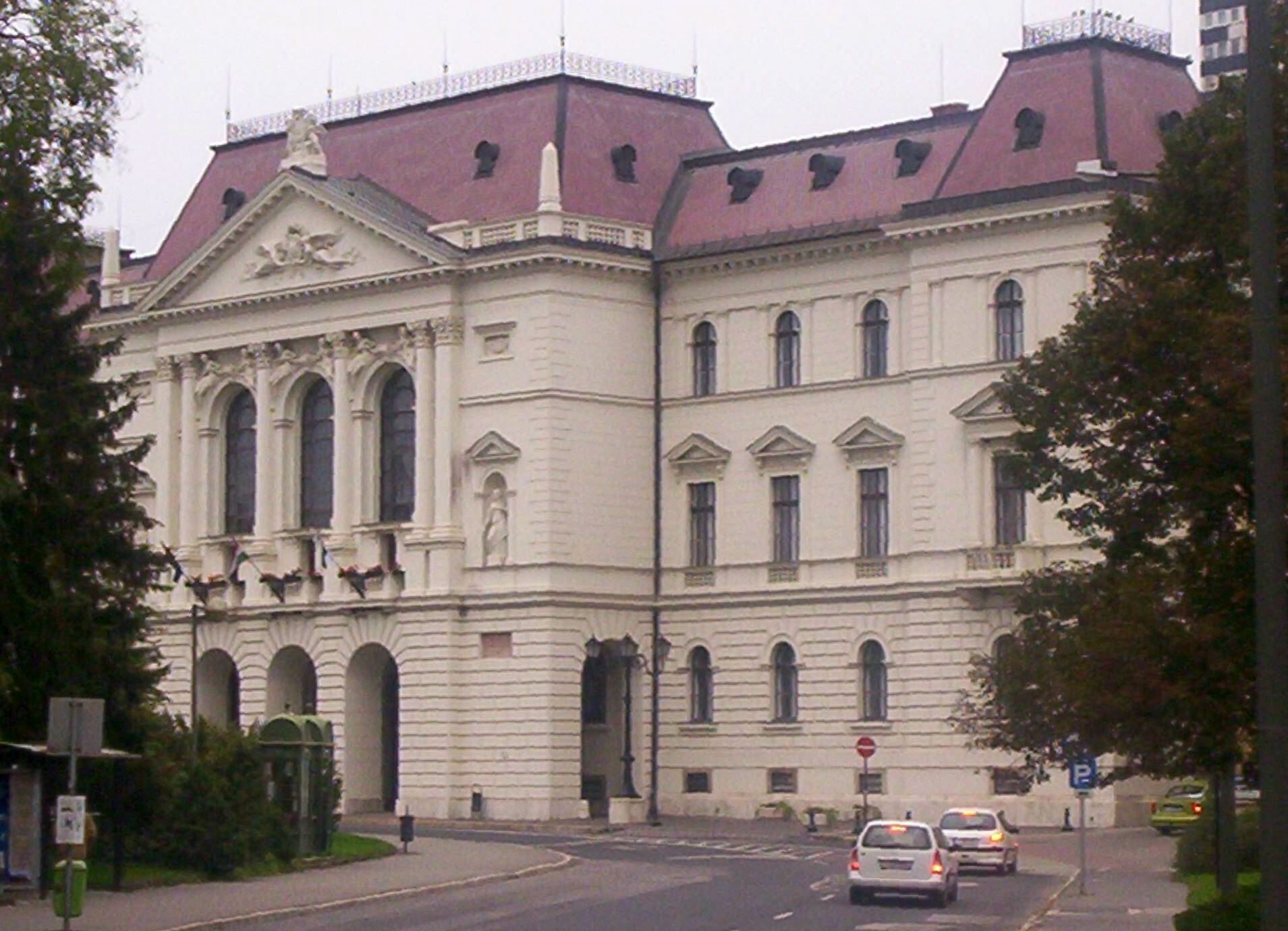
Az 1885–87 között épült Megyeháza

Veszprém vasúti összeköttetésében időközben némi javulás állt be: 1896-ban a város – a Győr–Veszprém-vasútvonalhoz való hozzájárulásáért cserébe – belső állomást kapott, 1909-ben pedig szárnyvonalat alakítottak ki a Balaton irányába. Ez sem bizonyult azonban elegendőnek ahhoz, hogy Veszprém kitörjön a korábbi elszigeteltségből.
A város infrastruktúrája ugyanakkor sokat fejlődött. 1896-ra kiépült a víz-, 1908-ra pedig az elektromos hálózat. Több kis városszéli tavat (Balogtó, Kálistó, Nagy- és Kistó) és mocsarat lecsapoltak. 1884-ben Czollenstein Ferenc omnibuszjáratot indított Veszprém és Balatonalmádi között. A közoktatás fejlesztésében is jelentős eredményeket sikerült elérni: megnyílt az irgalmas nővérek (1854) és az angolkisasszonyok (1860) iskolája, az iparostanonc-iskola (1883), az állami polgári fiúiskola (1894) és a felsőkereskedelmi iskola (1897).

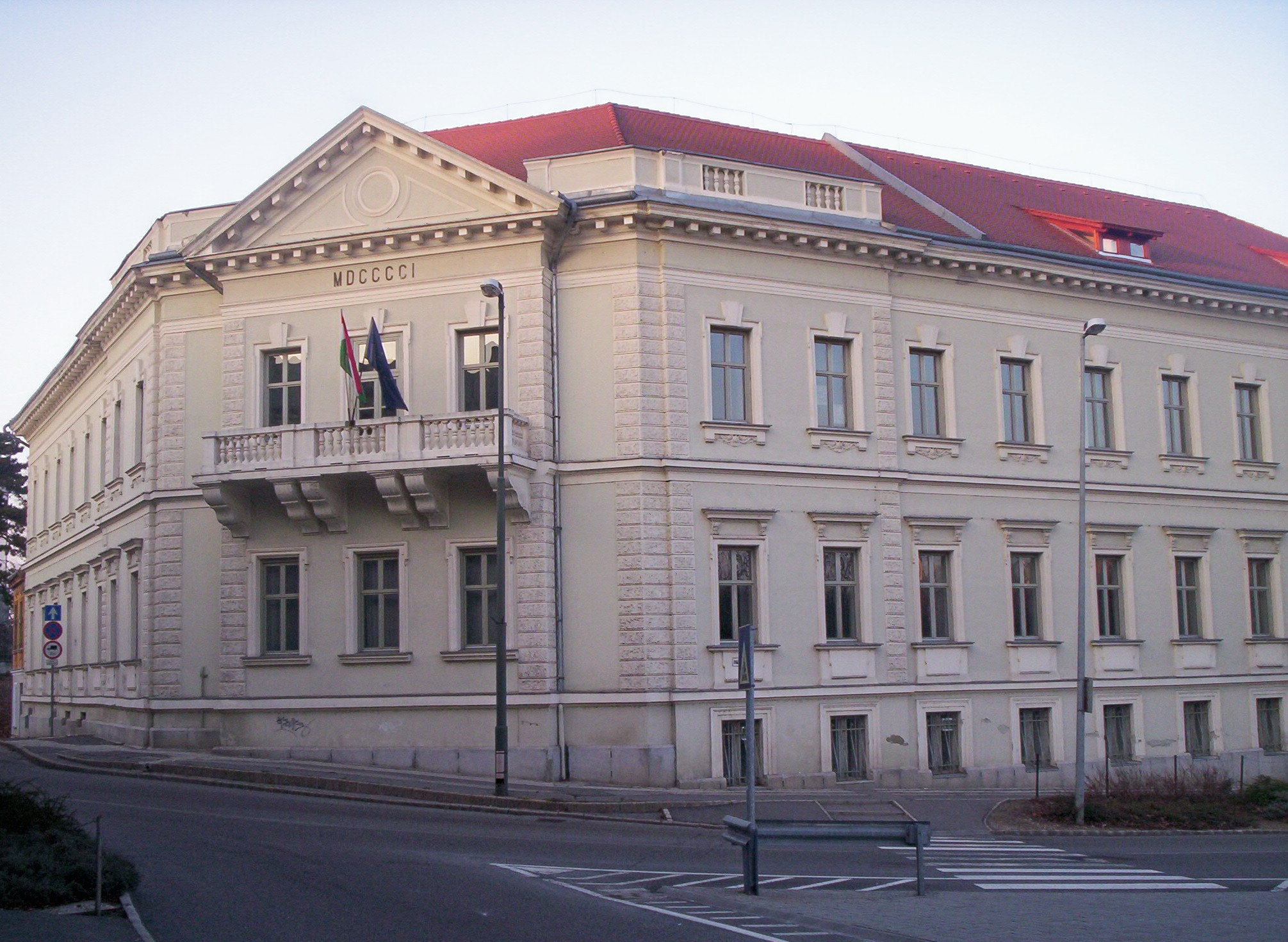
A Postapalota (1901)

Jelentős építkezések is zajlottak a századfordulón. Ehhez az időszakhoz köthető többek között az új Vármegyeháza (1885–87), a Postapalota (1901), a mai Eötvös Károly Megyei Könyvtár (1902), a Megyei Bíróság (1905), a Károly-templom (1907) és a Petőfi Színház (1908) létrejötte, valamint a Szent Mihály-székesegyház átalakítása (1907–1910). Az Óváros tér, a Rákóczi utca és a Szabadság tér szecessziós–eklektikus polgárházai is ebből a korszakból származnak.

## Veszprém a 20. században
A gazdasági fellendülés az 1930-as évekig váratott magára; ekkor a városba számottevő hadiipar települt. 1930-ban a közigazgatás átszervezésével összefüggésben az összes többi rendezett tanácsú városhoz hasonlóan Veszprém is megyei város lett. 1937-re elkészült a városon átvezető 8-as számú országos főútvonal Székesfehérvár és az osztrák határ között. Az útvonal részeként épült meg Veszprém jelképe, az ország egyik legnagyobb viaduktja, a Szent István völgyhíd.

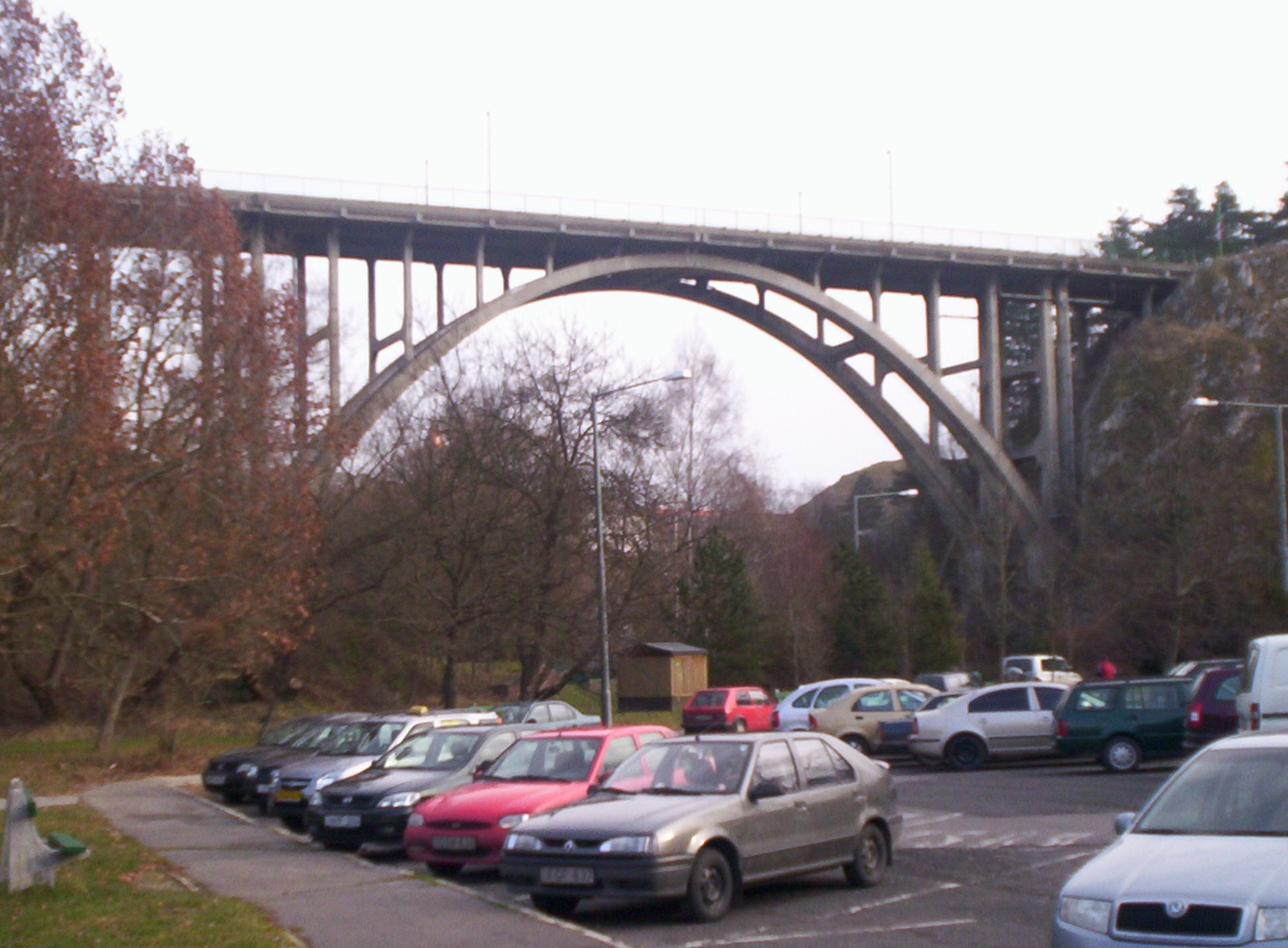
A Szent István völgyhíd (Viadukt), a város jelképe

A várost, nem utolsósorban jelentős hadiüzemei miatt, a második világháború során több bombatámadás is érte. 1944. július 8-án az amerikai csapatok többek között Veszprémet is bombázták, ahol a helyi katonai repülőtéren többen is megsérültek, vagy életüket vesztették. Még ma sem egyértelmű, hogy a Viadukt középső ívét 1945. március 21-én éjjel a visszavonuló német csapatok robbantották-e fel, vagy pedig egy szovjet bomba hatására dőlt-e romba. Az azonban biztos, hogy a németek a nagy ívet fel akarták robbantani; erre irányuló tervüket három bátor veszprémi polgár húzta keresztül, amikor még a tél folyamán egyenként kiszerelték a gyutacsokat a robbanótöltetekből. Két napra rá a szovjet csapatok – jelentős utcai harcok nélkül – bevonultak Veszprémbe.
Az újjáépítés befejeztével az 1950-es években folytatódott az iparosítás, (főleg vegyipari) kutatóintézetek (NEVIKI, MÁFKI, MÜKKI) és a vegyipari egyetem (ma Pannon Egyetem) telepítésével párhuzamosan. A cél az volt, hogy a város a közép-dunántúli iparvidék tudományos központjává váljon. Mindezek következtében a népesség 40 év alatt három és félszeresére nőtt (ma már csökkenőben van). A megnövekedett lakosság elhelyezésére nagy lakótelepek jöttek létre. A Cserhát családi házas övezetének jelentős részét elbontották, a helyén „új városközpontot” alakítottak ki. 1965-ben átadták az azóta üzemelő helyközi autóbusz-állomást, majd 1969-ben megszünt a várost Alsóörssel összekötő vasútvonal. A 8-as főút növekvő forgalmát a várost elkerülő körgyűrűre terelték. Megkezdődött (és még ma is tart) a Veszprémen belül haladó belső körgyűrű építése.
Veszprém 1990-ben válhatott megyei jogú várossá.

## Lélekszámváltozás
| Év   | Népesség (fő) | Megjegyzések                                           |
| ---- | ------------- | ------------------------------------------------------ |
| 1500 | kb. 1 500     |                                                        |
| 1700 | 2 500–2 600   |                                                        |
| 1785 | 7 082         |                                                        |
| 1847 | kb. 14 000    |                                                        |
| 1885 | 12 002        |                                                        |
| 1910 | 14 792        | Gyulafirátót népessége 1 415, Kádártáé 657 fő          |
| 1961 | 26 780        | Gyulafirátót népessége 1960-ban 2 050, Kádártáé 710 fő |
| 1980 | 53 942        | Gyulafirátót népessége 2 277 fő                        |
| 1990 | 63 867        |                                                        |
| 2001 | 62 851        |                                                        |
| 2008 | 62 286        |                                                        |

## Településismereti alap-irodalom
- Korompay György: Veszprém, Műszaki Kiadó (több kiadásban, Városképek–Műemlékek sorozat), Budapest, 1957
- Regenye Judit: Ősrégészet Veszprémben (Őskori település a város alatt), Veszprém Megyei Múzeumok Igazgatósága, 2006, ISBN 963 7208 89 5
- Gutheil Jenő: A középkori Veszprém vármegye, Veszprém Megyei Levéltár Kiadványai 1., Veszprém, 1979
- Dr. Lukcsics P. – Dr. Pfeifer J.: A veszprémi püspöki vár a katolikus restauráció korában, Egyházmegyei Könyvnyomda 1933, (reprint kiadás: 1997, ISBN 963 04 9513 9)
- Hungler József: A török kori Veszprém, VM. Levéltár Kiadványai 4. Veszprém, 1986, ISBN 963-01-7246-1
- Balassa László–Kralovánszky Alán: Veszprém, (többszöri kiadás), Panoráma Kiadó (Medicina), 2006, ISBN 963-243-923-6
- Kiss Tamás: Változások és aktualitások Veszprém városépítészetében, In: Területfejlesztés (a VÁTI szakfolyóirata), 1986/2., 91–109 o.
- Kiss Tamás: Az elmúlt negyven év városépítési gyakorlata (Veszprémi MUT-konferencia: a főépítész bevezető előadása), In: Városépítés, 1986/6. 14–18. o., ISSN 0505-0294
- Kiss Tamás: Komplex rekonstrukció a veszprémi Várnegyed megmentésére, MTA-VEAB, 1986
- Géczi János: Nyom (Veszprém-Esszé), Palatinus Kiadó, Budapest, 2010, ISBN 9789632740621

### További főbb településismereti irodalom
- Géczi János (szerk.): A Séd völgye Veszprémben, Bősze Ferenc kiadásában, 2000, Veszprém, ISBN 963-440-019-1.
- Kiss Tamás: Veszprém Nyugati Séd völgy – Vadaspark, Tájak-Korok-Múzeumok sorozat 324. kötet, Veszprém, 1988
- Kiss Tamás: A veszprémi völgyhíd ötvenéves – Az építési és történeti kutatások eredményei, Veszprémi Városi Tanács, 1988, Veszprém, ISBN 963-7199-16-0.
- Kiss Tamás: Veszprém Megyeház – Színház – Múzeum, Tájak-Korok-Múzeumok sorozat 369. kötet, Veszprém, 1990, ISBN 963-555-680-2
- Lakó István: Veszprém város ipari fejlődése a felszabadulásig, In: Jótanács (Veszprémi Városi Tanács közlönye), Veszprém, 1983/2,. 36–38. o.
- Dr. Csiszár Miklósné (szerk.): Múltidéző, Eötvös Károly Megyei Könyvtár, Veszprém, 1999, ISBN 963-7199-691
- Dr. Csiszár Miklósné (szerk.): Pillanatképek a 19. századi Veszprémből, Eötvös Károly Megyei Könyvtár, Veszprém, 2005, ISBN 963-9510-05-X
- Dr. Sziklay János: Veszprém Város az irodalomban és művészetben, Dr. Óvári Ferenc kiadásában, Veszprém, 1932
- Szelényi Károly: Veszprém, Magyar Képek Kiadó, 2000, Veszprém–Budapest, ISBN 963-8210-75-3
- Kiss Tamás: Az urbanizáció (városodás, városiasodás) jellegzetességei Veszprém megyében, In: Dr. Kasza Sándor (főszerk.): Veszprém megye kézikönyve I-II. (Magyarország megyei kézikönyvei 18.), Ceba Kiadó, 1998, ISBN 2399982835792
- Kiss Tamás: Rekviem a Belvárosért (riportbeszélgetés a veszprémi városközpont rekonstrukciójáról, a 2013 május 8-án tartott lakossági/közéleti fórumon), (a Veszport.hu oldalán Archiválva 2022. augusztus 31-i dátummal a Wayback Machine-ben)